# Witold Klimkiewicz

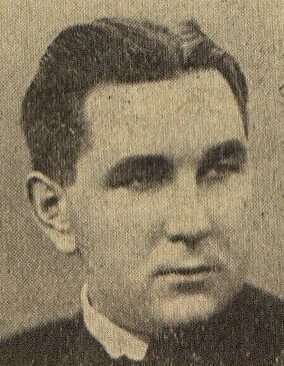
Witold Klimkiewicz

Witold Marian Klimkiewicz (ur. 1 kwietnia 1905 w Bogusławiu, zm. jesienią 1942 w Alkoven) – polski ksiądz rzymsko-katolicki, redaktor pism katolickich, historyk.

## Życiorys
Był synem Władysława Klimkiewicza i Franciszki Klimkiewicz, z d. Stankowskiej.
Od 1914 był uczniem Gimnazjum Realnego w Jarocinie, od 1920 uczył się w Państwowym Gimnazjum Męskim w Ostrowie Wielkopolskim. Jako stypendysta rządu francuskiego od 1921 był uczęszczał do gimnazjum w Nancy. Egzamin maturalny zdał w 1923 przed Komisją Wydziału Humanistycznego Uniwersytetu w Nancy. Następnie rozpoczął studia na Wydziale Prawa Uniwersytetu Paryskiego oraz w École libre des sciences politiques, w 1924 powrócił jednak do Polski i wstąpił do Arcybiskupiego Seminarium Duchowne w Poznaniu. Po roku został wysłany na studia do Francji. Z uwagi na gruźlicę po dwóch latach zamieszkał ponownie w Polsce, studia teologiczne dokończył na Wydziale Teologicznym Uniwersytetu Jagiellońskiego, święcenia kapłańskie przyjął w Poznaniu, 14 czerwca 1930.
Od 1030 pracował jako wikariusz w parafii w Michorzewie, od 1931 był mansjonarzem w parafii św. Wojciecha w Poznaniu. W latach 1932-1934 był redaktorem części wspólnej kilku poznańskich tygodników parafialnych, od 1933 pracował jako redaktor czasopism Zjednoczenia Młodzieży Polskiej, w 1934 podzielonego na Katolicki Związek Młodzieży Męskiej (KZMM) i Katolicki Związek Młodzieży Żeńskiej (KZMŻ). W latach 1934-1939 był redaktorem odpowiedzialnym miesięcznika KZMM Przyjaciel Młodych, w latach 1936-1937 sekretarzem redakcji, a w latach 1938-1939 redaktorem odpowiedzialnym pisma KZMM i KZMŻ Kierownik. W latach 1934-1939 redagował serię Żywe słowo. Materiały do wykładów, pogadanek i dyskusji, był także redaktorem serii Szare książeczki KZMM, w ramach której w 1935 opublikował książkę Gazeciarz - apostołem, a także jako współautor Gazeciarka - apostołem. Współpracował także z inną prasą katolicką, na łamach której opublikował ok. 170 artykułów. od 1 stycznia 1939 był asystentem kościelnym KZMM.
W 1937 uzyskał stopień magistra teologii na Wydziale Teologicznym Uniwersytetu Jana Kazimierza we Lwowie, w 1938 uzyskał na UJ stopień doktora na podstawie pracy Wybór nuncjusza Mieczysława Ledóchowskiego na stolicę gnieźnieńską i poznańską w roku 1865. której promotorem był Tadeusz Glemma. Książka ta ukazała się drukiem w tym samym roku. W 1939 opublikował ponadto pracę Młodość, kapłaństwo i działalność dyplomatyczna ks. Mieczysława Ledóchowskiego, a także przystąpił do starań o stopień doktora habilitowanego na Uniwersytecie Jana Kazimierza we Lwowie na podstawie pracy Creation des cardinaux Lavigerie et Czacki obtenue par la Republique Francaise en 1882 en vertu du soi-disant privilege de presentation au cardinalat de couronne (książka ukazała się drukiem w tłumaczeniu na język polski w 2005, pt. Kreacja kardynalska Lavigerie i Czackiego uzyskana przez Republikę Francuską w 1882 r. na mocy tzw. przywileju prezentacji do kardynalatu koronnego).
9 listopada 1939 został aresztowany przez Gestapo, od maja 1940 przebywał w KL Dachau (z przerwą od sierpnia do grudnia 1940, kiedy był więziony w KL Gusen. W październiku 1942 został wywieziony do Zamku Hartheim, gdzie zginął w komorze gazowej (jako datę śmierci w dokumencie zgonu wskazano 19 listopada 1942).